# ピーター・ナウア
ピーター・ナウア（Peter Naur、1928年10月25日 - 2016年1月3日）はデンマークのコンピュータ科学者であり、チューリング賞受賞者。バッカス・ナウア記法に名前が使われている。バッカス・ナウア記法はプログラミング言語の文法を記述するのに使われている。ALGOL 60プログラミング言語の創造に貢献した。
1957年、天文学の博士号を取得したが、コンピュータと出会ったことでその後の進路が変わった。1959年から1969年までナウアはデンマークのコンピュータ企業 Regnecentralen に勤務し、同時にニールス・ボーア研究所やデンマーク工科大学で教鞭をとっている。1969年から1998年まで、ナウアはコペンハーゲン大学の計算機科学の教授を務めた。
ナウアの主な研究分野はプログラムとアルゴリズムの構造、設計、性能などである。ナウアはソフトウェア工学やソフトウェアアーキテクチャといった分野でも先駆的な研究を行った。彼の著作 Computing: A Human Activity（1992年）にはナウアの計算機科学での業績が集められているが、その中で彼は数学の一部としてプログラミングを捉えるような過度の形式化を拒絶する態度を表明している。同じ理由から、他にも近年はバッカス・ナウア記法についてもともとの呼び方であったBackus Normal Formと呼ぶべきだとしている（BNFはもともとはBackus Normal Formの頭字語であったが、ドナルド・クヌースがナウアの貢献を指摘して、バッカス・ナウア記法と呼ぶことを提案し広く受け入れられた、という経緯がある）。
また「コンピュータ科学」(computer science) という用語を嫌い、datalogy と呼ぶことを提案している。このためデンマークとスウェーデンでは計算機科学に相当する分野を datalogi と呼ぶ。
後年、ナウアは科学全体について率直に語るようになった。ナウアは経験論者と言えるかも知れない。経験論では観測された事実を重んじる。ナウアは哲学と心理学の一部を経験論的観点で攻撃した。また2004年、人間の思考に関する理論 Synapse-State Theory of Mental Life を発表し、その後もこれを発展させようとしている。
ナウアは ALGOL 60 プログラミング言語の定義に関する貢献に対して2005年のチューリング賞を授与された。特にバッカス・ナウア記法を最初に使った "Report on the Algorithmic Language ALGOL 60" では編集者の役割を果たした。2012年現在、デンマーク人としては唯一のチューリング賞受賞者である。
2016年1月3日に87歳で永眠。

## 主な著作物
番号は下記外部リンク（書誌情報）のもの。ピーター・ナウアは天文学と計算機科学、社会問題、クラシック音楽、心理学、教育などに関して数々の文書を発表している。
- 66. Minor planet 51 Nemausa and the fundamental system of declinations, 学位論文, 1957年
- 95. (編) "Report on the algorithmic language ALGOL 60", 1960年, 右記を含むいくつかの論文誌に掲載, Communication of the ACM 3, 6 (1960年6月), pp. 299-314
- 128. (編) "Revised report on the algorithmic language ALGOL 60", Communications of the ACM 6, 1 (1963年1月), pp. 1-17
- 144. "Go to statements and good Algol style", BIT 3 (1963年), pp. 204-205
- 212. (B. Randell, J. N. Buxton との共編) Software Engineering, 231 p., 1969年, 1976年再版
- 213. (C. Gram, J. Hald, H. B. Hansen, A. Wessel との共著) Datamatik, Studentlitteratur, 1969年
- 247, 249. (B. Pedersen との共著) Matematik 4 kursusbog, 2 volumes, Copenhagen University, 1971年, 第二版 1972年
- 264. Concise Survey of Computer Methods, 397 p., Studentlitteratur, 1974年
- 274. Datalogi 2 1975/76, 102 p., Copenhagen University, 1975年, 新版 1976年
- 333. Computing: A Human Activity, 656 p., ACM Press/Addison-Wesley, 1992年
- 347. Knowing and the Mystique of Logic and Rules, 365 p., Kluwer Academic Publishers, 1995年
- 363. Antifilosofisk leksikon: Tænkning - sproglighed - videnskabelighed, 111 p., 1999年, ISBN 87-987221-0-7; 英語版 2001年, ISBN 87-987221-1-5
- 382. Psykologi i videnskabelig rekonstruktion, 113 p., 2002年, ISBN 87-987221-2-3
- Naur, P. 2007. Computing versus human thinking. Commun. ACM 50, 1 (Jan. 2007), 85–94. doi:10.1145/1188913.1188922
- Daylight, E. G. and Naur, P. Pluralism in Software Engineering: Turing Award Winner Peter Naur Explains, iii + 127 p., Lonely Scholar, 2011, ISBN 978-94-91386-00-8